# Villa Gabrielle
La villa Gabrielle est située dans le village d'Annappes, aujourd'hui quartier de Villeneuve-d'Ascq.

## Histoire
La villa est construite au milieu du XVIIIe siècle. C'est alors la maison de campagne d'un bourgeois lillois.
À la Révolution française, le bâtiment est gravement endommagé.
En 1801, la villa devient la propriété de la famille de Brigode.
En 1856, alors que Gabrielle de Brigode décède, François Adrien de Brigode hérite de la villa et fonde un hospice pour vieillards : la villa devient alors l'hospice Gabrielle. L'hospice est géré par une congrégation catholique, les Filles de la Charité de  Saint-Vincent de Paul. Différentes congrégations de religieuses y resteront jusqu'en 1975, et l'endroit sert aussi de lieu d'éducation.
En 1873, Noémi de Brigode, vicomtesse de Clercy, sœur de François-Adrien de Brigode, fait construire un ouvroir à côté de l'hospice. Les industriels du textile y font travailler des jeunes filles de la région. L’ouvroir cesse de fonctionner à la fin des années 1930 et il est finalement démoli en 1973.
En 1878, Noémi de Brigode fait construire une chapelle à l'arrière du bâtiment. La chapelle sera détruite en 1991, dans le cadre du projet de réhabilitation de l’ensemble.
En 1965, Geoffroy de Montalembert fait don de la villa à la Congrégation du Sauveur. Cette dernière le vend en 1981 à une association de Rotary International. La Communauté urbaine de Lille le rachète en 1986, et finalement il devient la propriété de la ville de Villeneuve-d'Ascq en 1988.
En 1986, la villa est inscrite à l'inventaire des Monuments Historiques.
En 1989, la villa est endommagée par un incendie et est restaurée par les services municipaux.
Depuis 1997, la villa est occupée par les services du Centre communal d'action sociale.

## Architecture
La villa Gabrielle est inscrite depuis 1986 à l'Inventaire supplémentaire des Monuments historiques pour ses façades et toitures du corps de logis et des communs, son portail d'entrée et son mur de clôture.

## Jardin de la villa Gabrielle
Un jardin public de type jardin monastique a été créé à l'arrière du bâtiment avec des bancs ; on y trouve des plantes médicinales, condimentaires et des arbres fruitiers.